# Casa Mabel Dodge Luhan
La Casa Mabel Dodge Luhan, también conocida como la Casa Grande, es una casa histórica en 240 Morada Lane en Taos, un pueblo ubicado en el estado de Nuevo México. Fue designado Monumento Histórico Nacional en 1991.  Ahora se utiliza como hotel y centro de conferencias.
Fue el hogar de la escritora y defensora de las artes Mabel Dodge Luhan, que allí organizó uno de los salones literarios y artístico más exitosos a principios del siglo XX en los Estados Unidos, albergando a reconocidos escritores, pintores, fotógrafos y músicos, y nutriendo a la joven colonia artística de Taos.

## Descripción
La casa está cerca del límite este del centro de Taos, al final de Morada Lane. Originalmente formaba parte de un complejo más grande, es una construcción de adobe de más de 20 habitaciones de hasta tres pisos de altura. Estilísticamente, es un ejemplo temprano de lo que ahora se reconoce como el estilo neopueblo, que combina elementos tradicionales de los pueblos nativos estadounidenses con los del período colonial español.

## Historia
La casa fue construida entre 1917 y 1922, utilizando en gran medida los métodos de construcción tradicionales de pueblo, e incorpora en su estructura dos edificios más antiguos. El trabajo fue supervisado por Tony Luhan, un nativo con quien Mabel Dodge luego se casó. Los espacios públicos del interior incluyen la gran Big Room, una cámara de dos secciones que funciona como vestíbulo de entrada, y la Rainbow Room, llamada así por los colores pintados en las latillas (los miembros que cruzan el techo de arriba las vigas). La casa era la más grande de varias casas pequeñas que Luhan había construido en su propiedad; los otros sirvieron como alojamiento adicional para invitados y no se han conservado bien.
Mabel Dodge Luhan nació en una familia adinerada y tenía una buena educación en las artes. En los años 1910, se hizo conocida por las reuniones de estilo salón en su apartamento de Nueva York. Su breve matrimonio con el pintor Maurice Sterne la llevó a Nuevo México en 1917, donde pronto compró la propiedad cerca de Taos y buscó recrear la atmósfera del salón en la incipiente colonia de arte.
Su esfuerzo fue muy influyente, promoviendo las carreras de los escritores Willa Cather y D. H. Lawrence, artistas y fotógrafos como Ansel Adams, Georgia O'Keeffe y Edward Weston. Los invitados musicales incluyeron al compositor y director Leopold Stokowski y al compositor Dane Rudhyar. Mientras residía aquí, Luhan también escribió siete libros sobre aspectos culturales e intelectuales de la sociedad estadounidense.
Más tarde, la casa pasó a ser propiedad del actor Dennis Hopper. Actualmente se utiliza como hotel y centro de conferencias, con un enfoque en la educación.

## Galería

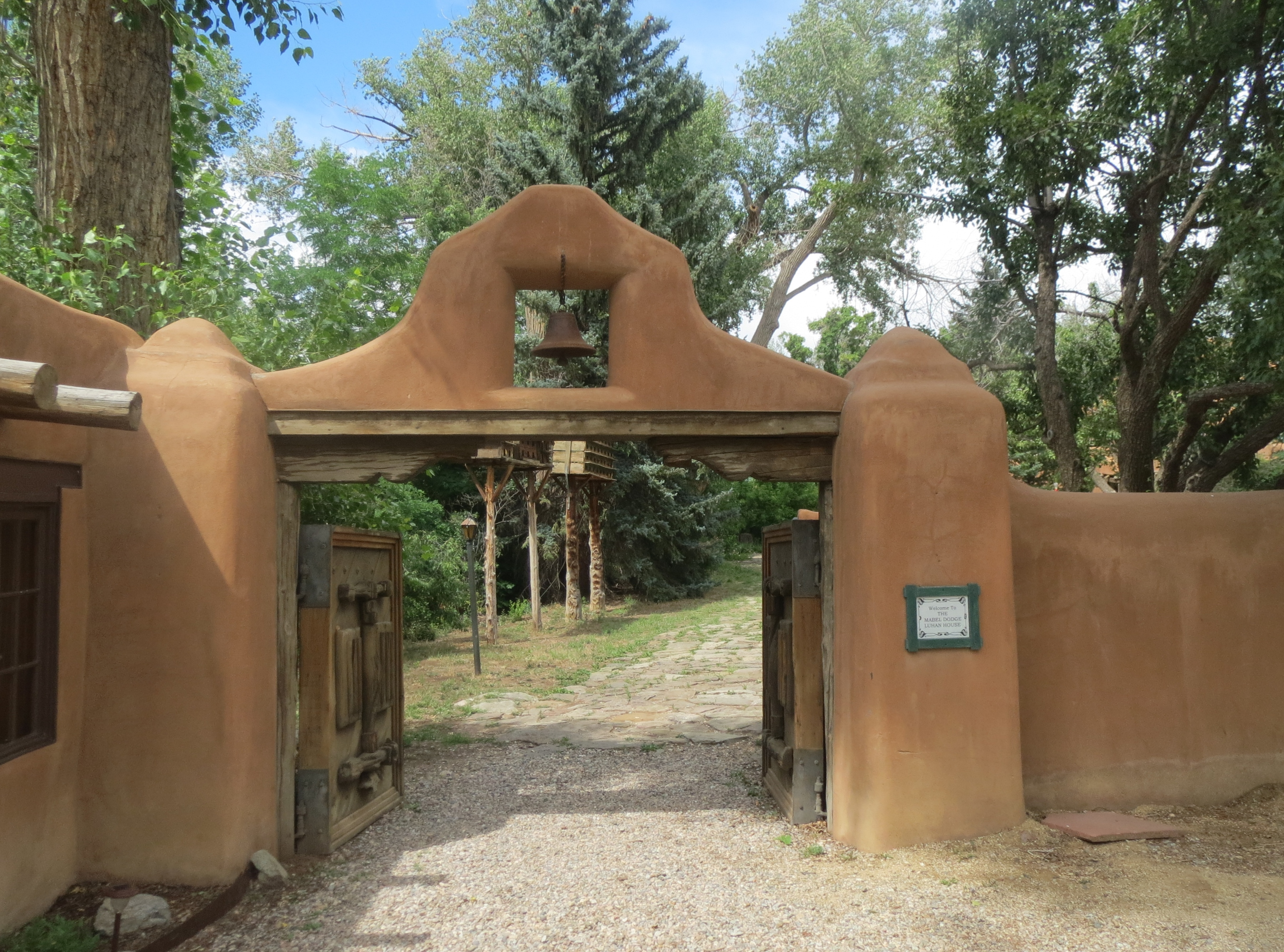
Entrada
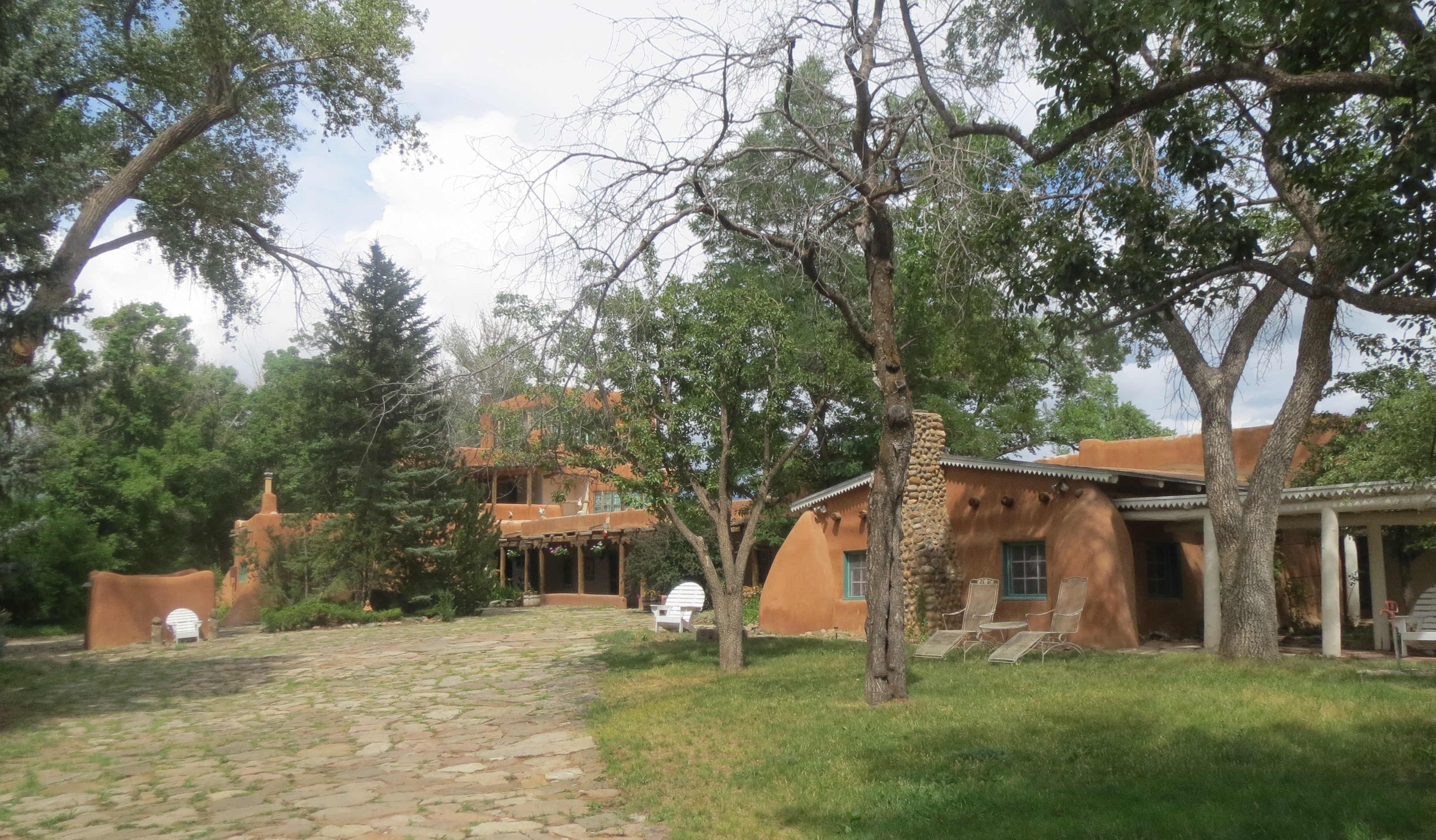
Vista general
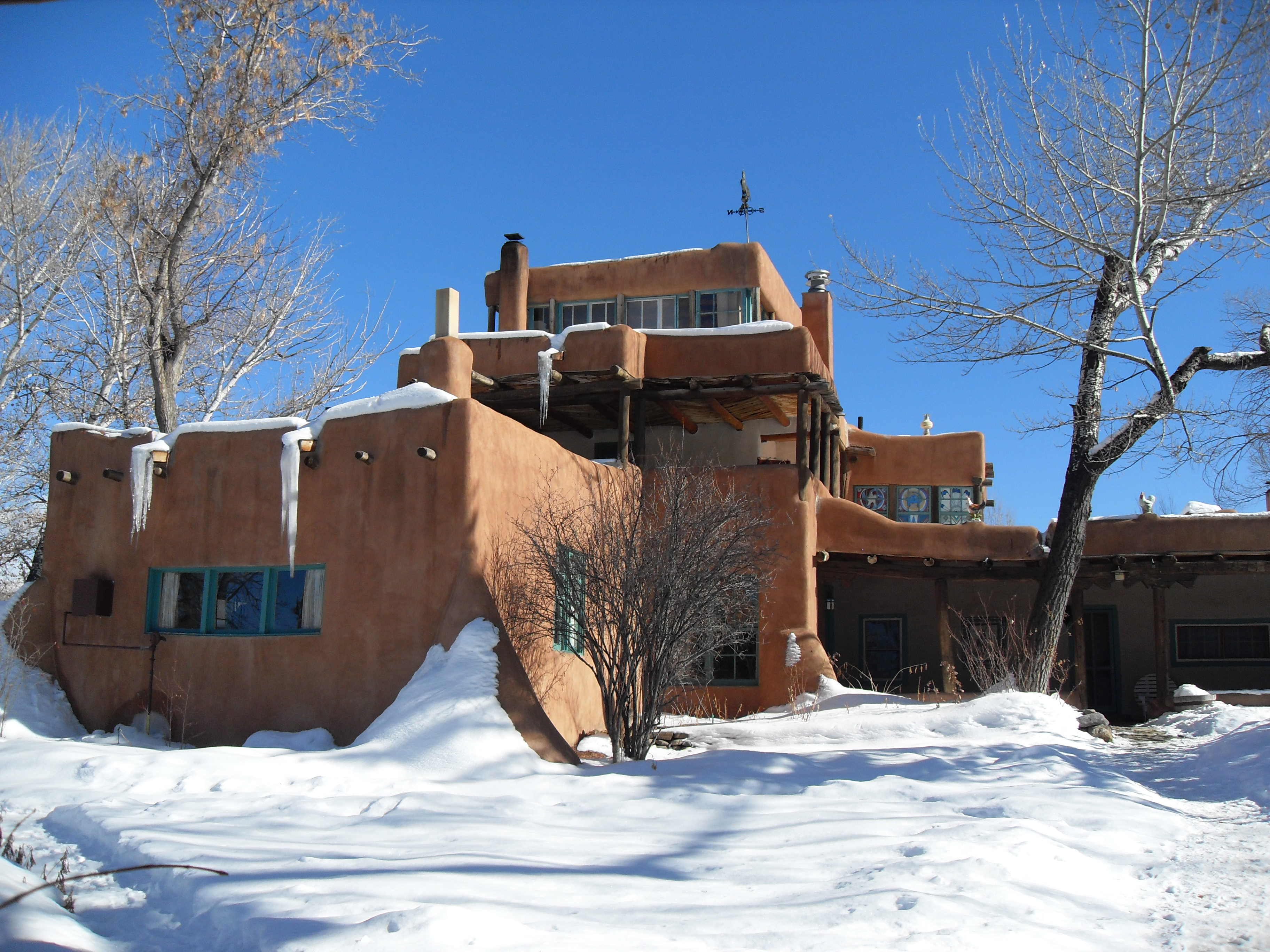
La casa en invierno
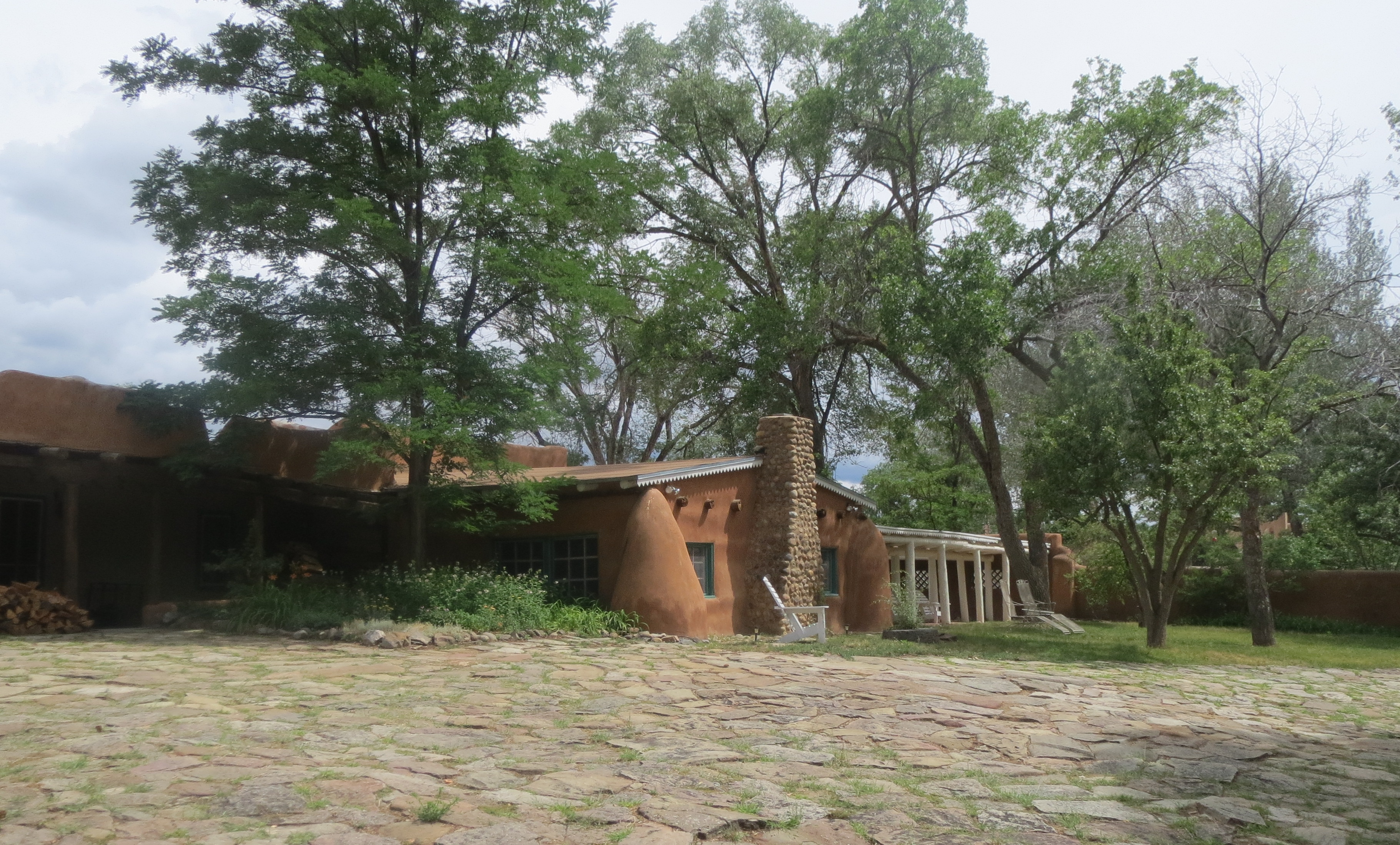
Patio posterior
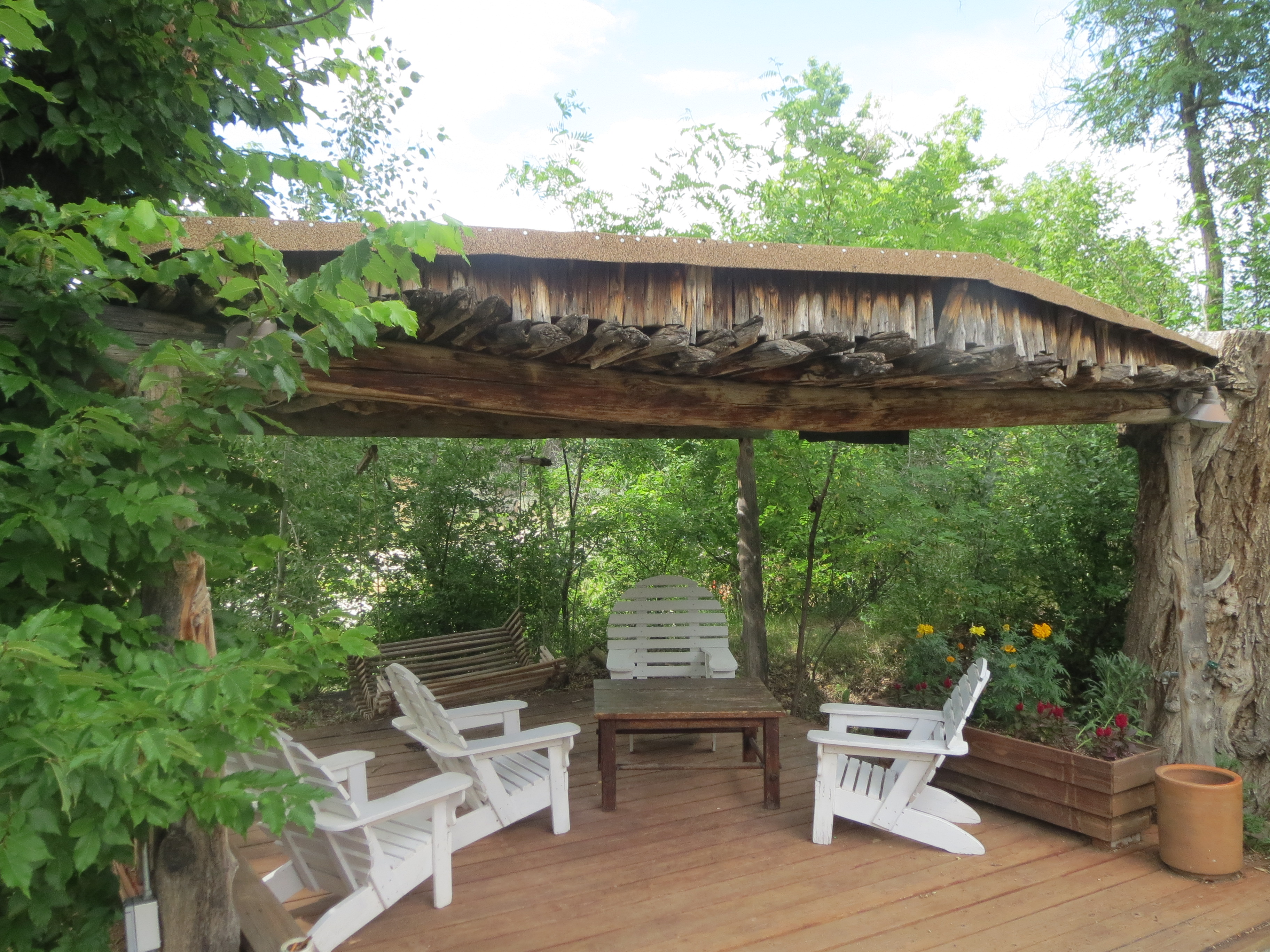
Cubierta al aire libre
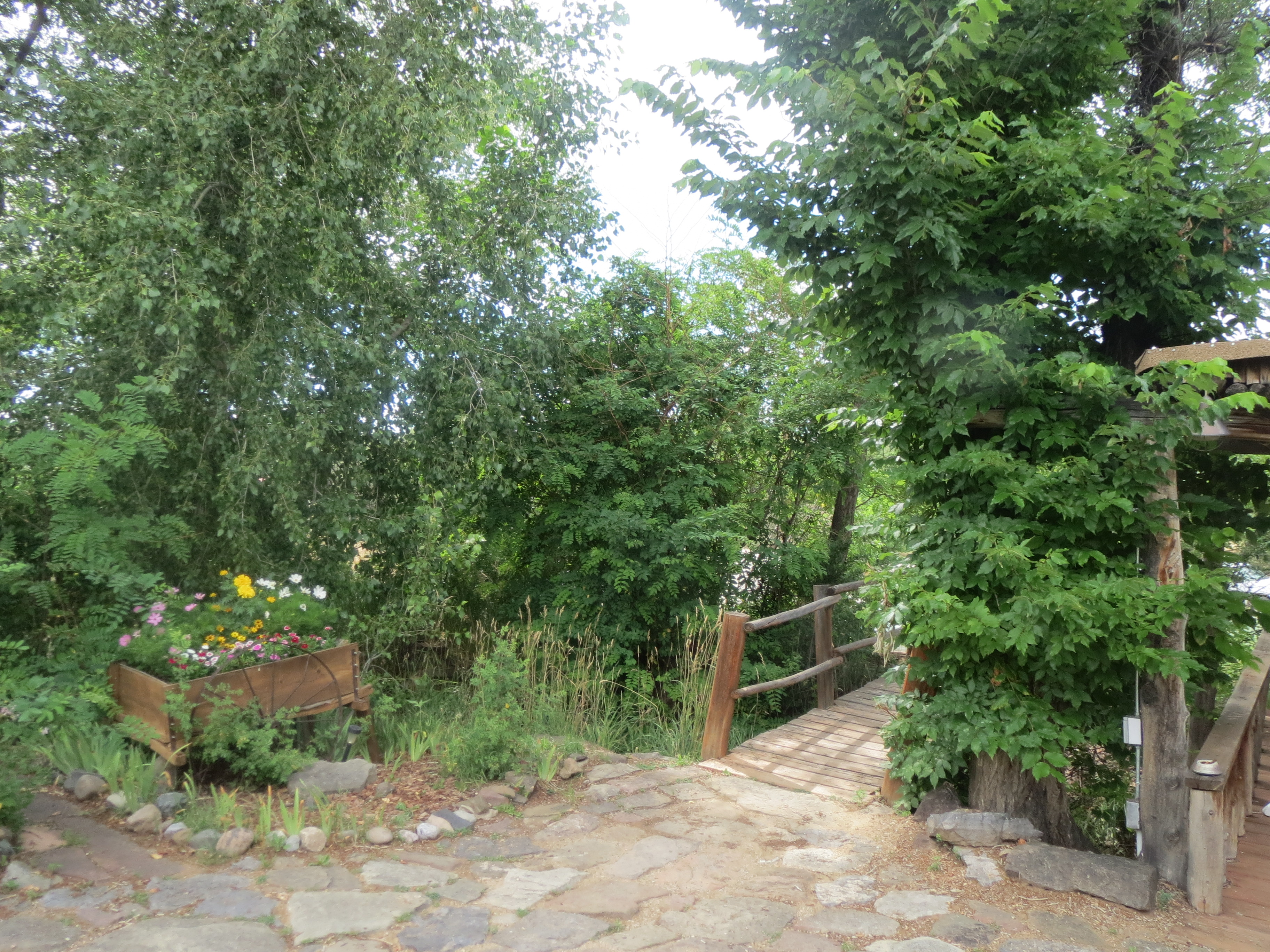
Jardín